# Чермак, Ярослав
Ярослав Че́рмак (родился 1 августа 1830 года, Прага — умер 28 апреля 1878 года, Париж, Франция) — чешский живописец, брат Иоганна Непомука-Чермака. Писал, в основном, исторические полотна, многие его работы выставлены в Национальной галерее в Праге.

## Биография
В детстве получил сильную травму бедра, из-за чего несколько лет не мог нормально передвигаться и много времени проводил в постели, что, возможно, и пробудило в нём интерес к рисованию. В 16-летнем возрасте поступил в ученики Пражской академии художеств. Ещё занимаясь в ней под ближайшим руководством Хр. Рубена, он написал первую из своих картин, «Марий на развалинах Карфагена». За ней следовала другая его работа — «Убийство спутников Вальдштейна в Эгере». После этого он путешествовал по Германии (некоторое время учившись в Мюнхене), проехал в Бельгию и учился в Антверпенской академии художеств у Г. Вапперса и в Брюссельской у Л. Галле и исполнил большую картину, «Славонские переселенцы», свидетельствовавшую о значительности сделанных им успехов в живописи и приобретённую бельгийским королём. Образование завершил к 1850 году.
Вскоре после того ему была присуждена назначенная городским управлением Праги премия за картину «Гуситские делегаты во главе с Прокопом являются на базельский собор». Для следовавших за тем картин своих Чермак брал темы из чешской истории, главным образом из Гуситских войн (одной из известных работ является картина «Гуситы, защищающие горный перевал», 1857, Национальная галерея, Прага), впоследствии же писал преимущественно жанры и если изображал исторические сюжеты, то придавал им всё более и более жанровый характер. В 1858 году он предпринял большое путешествие через Моравию и Венгрию в Герцеговину, Далмацию и Черногорию (и в 1862 году даже участвовал в сражении с турками на стороне черногорской армии) и привёз оттуда массу этюдов южнославянских народных типов, костюмов и быта, которые служили потом материалом для его интересных как в художественном, так и в этнографическом отношении картин, каковы, например, «Черногорка с ребёнком на руках», «Вооружённая черногорка, охраняющая вход в пещеру, в которой лежит её раненый муж», «Герцеговинская девушка, похищаемая баши-бузуками» (1867; находится в Брюссельском музее), «Свидание с Ускоком», «Битва при Дуге», «Возвращение черногорцев в их деревню, опустошённую турками» (1877) и другие, многие из которых отражают тему борьбы славянских народов за независимость. Из прочих картин Чермака наиболее известны следующие: «Придворный поэт Рудольфа II Комницкий, просящий милостыню на мосту в Праге» (1854), «Объявление смертного приговора Конрадину Гогенштауфену и Фридриху Баденскому», «Битва при Белой Горе» и «Гуситы под Наумбургом». Другими темами его творчества были быт нормандских рыбаков, пейзажи, а также достигавшие большой психологической глубины портреты («Я. Э. Пуркине», 1857). С 1858 года до конца жизни Чермака постоянным его местопребыванием был Париж, где с 1874 года он жил в доме, построенном по его собственному проекту. В 1888 году его останки были перенесены в Прагу.
По своему направлению этот художник примыкал к романтической школе Галле, однако его творчество на протяжении развивалось, как считается, от академических приёмов к убедительности, присущей направлению реализма, и высокой идейной насыщенности образов. Главные достоинства его произведений — умно расположенная, полная жизни и движения композиция, энергичное выражение героизма, меланхолии и душевного страдания, характерность выведенных на сцену лиц и сила красок, иногда приближающаяся к рубенсовской.